# Fałków (gmina)
Pour les articles homonymes, voir Fałków.
La gmina de Fałków est une commune rurale de la voïvodie de Sainte-Croix et du powiat de Końskie. Elle s'étend sur 132,1 km2 et comptait 4 041 habitants en 2021. Son siège est le village de Fałków qui se situe à environ 24 kilomètres à l'ouest de Końskie et à 46 kilomètres au nord-ouest de Kielce.

## Villages
La gmina de Fałków comprend les villages et localités de Budy, Budy-Adelinów, Budy-Dobry Widok, Budy-Jakubowice, Budy-Szpinek, Budy-Szreniawa, Bulianów, Czermno, Czermno Kolonia-Stomorgi, Czermno-Kolonia, Dąbrowa, Fałków, Greszczyn, Gustawów, Julianów, Leszczyny, Olszamowice, Olszamowice-Porąbka, Papiernia, Pikule, Pląskowice, Reczków, Rudka, Rudzisko, Skórnice, Skórnice-Poręba, Smyków, Smyków-Boroniewskie, Stanisławów, Starzechowice, Studzieniec, Sulborowice, Sulborowice Oddziały, Sułków, Trawno, Turowice, Wąsosz, Wola Szkucka, Zbójno, Zbójno-Sępskie Niwy et Zygmuntów.

## Gminy voisines
La gmina de Fałków est voisine des gminy de Przedbórz, Ruda Maleniecka, Słupia et Żarnów.